# Thelohania contejeani
Thelohania contejeani är en svampart som beskrevs av Henneg. 1892. Thelohania contejeani ingår i släktet Thelohania och familjen Thelohaniidae.   Inga underarter finns listade i Catalogue of Life.